# Burn the Priest (album)
 (juin 2017).
Si vous disposez d'ouvrages ou d'articles de référence ou si vous connaissez des sites web de qualité traitant du thème abordé ici, merci de compléter l'article en donnant les références utiles à sa vérifiabilité et en les liant à la section « Notes et références ».
Albums de Lamb of God / Burn the Priest
New American Gospel
(2000)
Burn the Priest est le premier véritable album du groupe de heavy metal américain Lamb of God, sorti en avril 1999, alors que le groupe s'appelle, à cette époque, Burn the Priest. Il est aussi le seul à être publié sous ce nom avant que le groupe n'adopte son nom définitif de Lamb of God.

## Liste des titres
Toutes les paroles sont écrites par Randy Blythe, toute la musique est composée par Burn the Priest, sauf annotations.
| 1.    | Bloodletting                                   | 1:58 |
| 2.    | Dimera (Paroles : Blythe, Judd Prather)        | 2:24 |
| 3.    | Resurrection #9                                | 5:07 |
| 4.    | Goatfish                                       | 2:22 |
| 5.    | Salivation                                     | 2:13 |
| 6.    | Lies of Autumn                                 | 4:48 |
| 7.    | Chronic Auditory Hallucination                 | 3:55 |
| 8.    | Suffering Bastard                              | 2:08 |
| 9.    | Buckeye                                        | 3:53 |
| 10.   | Lame                                           | 1:51 |
| 11.   | Preaching to the Converted                     | 2:30 |
| 12.   | Departure Hymn                                 | 2:40 |
| 13.   | Duane (Musique : Burn the Priest, Matt Conner) | 2:17 |
|       | 'Titre caché'                                  |      |
| 14.   | Ruiner                                         | 2:08 |
| 51:20 |                                                |      |

Note
L'édition originale ne fait apparaître que 13 titres. Les deux dernières pistes (nos 13 et 14) ne forment qu'un seul morceau de 15 min 32 s sous le nom de Duane et dont le titre Ruiner est en fait un morceau caché après 11 min de blanc.

### Réédition 2005
Le 22 mars 2005, Epic Records réédite l'album.
Il est remixé par Colin Richardson, remasterisé par Mark Wilder et présente de nouvelles notes du producteur original Steve Austin (du groupe noisecore Today Is the Day).
La pochette a changé afin d'être plus conviviale mais l'artwork original est reproduit à l'intérieur du livret.
Le titre Ruiner n'est plus un morceau caché et forme une piste à part entière.
Une vidéo en live de la chanson Bloodletting, tirée du DVD Killadelphia (2005), est incluse sur une partie améliorée du disque, au format QuickTime lisible sur ordinateur.
| 15. | Bloodletting (Live CD Extra Video) | 2:00 |

## Crédits

### Membres du groupe
- Randy Blythe : chant
- Chris Adler : batterie, percussions
- Mark Morton : guitare solo et rythmique
- Abe Spear : guitare solo et rythmique
- John Campbell : basse

Artistes additionnels
- Steve Austin : chant sur Resurrection #9
- Michael Brosan : chœurs sur Suffering Bastard

### Équipes technique et production
- Production : Steve Austin, Chris Adler
- Ingénierie, mixage, mastering : Steve Austin
- Remixage : Colin Richardson et Will Bartle (Réédition 2005)
- Remastering : Mark Wilder (Réédition 2005)
- Artwork : K3n Adams, Bob Gorman